# Aleksandr Mostowoj
Aleksandr Władimirowicz Mostowoj (ros. Александр Владимирович Мостовой, ur. 22 sierpnia 1968 w Łomonosowie, ZSRR) – rosyjski piłkarz, grający na pozycji ofensywnego pomocnika lub napastnika, największą sławę zdobył w hiszpańskiej Primera División, grając w Celcie Vigo. W Hiszpanii nazywany był „Carem z Balaídos” (hiszp. „El Zar de Balaídos”) ze względu na zdolności przywódcze, wybuchowy temperament oraz wysokiej klasy umiejętności.

## Kariera klubowa

### Początki
Wychowanek Urożaju Ostankino oraz DJuSSz CSKA Moskwa. Rozpoczynał swoją seniorską karierę w Krasnajej Priesni Moskwa, gdzie w 1986 roku zadebiutował jako profesjonalny zawodnik. W jego pierwszym sezonie występował w drugiej lidze Związku Radzieckiego. Aleksandr spisywał się dobrze i miał zaledwie 18 lat, przez co został natychmiast zauważony przez Spartaka Moskwa. Rok później został przezeń wykupiony i w pierwszym swoim sezonie na boiskach radzieckiej Premier Ligi zdobył mistrzostwo kraju, zaliczył wówczas 18 meczów i zdobył 6 bramek. Dwa lata później ponownie zdobył tytuł i grał tam do 1991.

### Kariera w europejskich ligach
W styczniu 1992 roku przeniósł się do ligi portugalskiej, do SL Benfiki, gdzie występował jeden sezon. Jeszcze przed przyjazdem do Portugalii, udało mu się dostać obywatelstwo przez małżeństwo, co wzbudziło kontrowersje. Przyczynił się do wywalczenia Pucharu Portugalii, lecz nie spełnił oczekiwań w rozgrywkach ligowych i z tego powodu kolejny sezon spędził w Ligue 1, w SM Caen, okazał się ważnym zawodnikiem dla klubu z Normandii. Pomógł wyciągnąć klub ze spadku, strzelił wtedy bardzo istotną i jedyną bramkę z ówczesnym gigantem, Olympique Marsylia. Następne dwa sezony spędził w klubie RC Strasbourg.
Udane występy we Francji zaowocowały transferem do Hiszpanii. Przełomem w jego karierze było podpisanie kontraktu z zespołem Primera División Celtą Vigo w 1996 za kwotę 325 milionów peset (ok. 1 950 000 euro). W pierwszym sezonie pomógł uchronić swoją drużynę przed spadkiem, zajmując 16. miejsce. Dwa sezony później wraz ze swoją drużyną, udało mu się wyeliminować dwa znane angielskie kluby w Pucharze UEFA, awansując do ćwierćfinału. Tymi drużynami były Aston Villa i Liverpool. Następnie Celta Vigo odpadła z Marsylią. Mostowoj zdobył w tych rozgrywkach trzy gole. Sezon później kolejny raz udało się zakwalifikować do tych rozgrywek. Aleksandr miał okazję zmierzyć się ze swoim wcześniejszym klubem, czyli SL Benficą. Zdobył gola i zanotował trzy asysty, a jego zespół rozgromił portugalski klub 7:0. W kolejnej rundzie udało się wyeliminować Starą Damę, w rewanżowym meczu było aż 4:0 dla Celty. W kolejnej rundzie Rosjanin nie mógł zagrać, a jego drużyna odpadła znowu w ćwierćfinale z francuską drużyną, tym razem RC Lens. Sezon 2000/2001 był dla niego niezwykle udany. Przykładem tego był występ z wielkim Realem Madryt, kiedy grał jako środkowy pomocnik, jego klub wygrał 3:0 a Aleksandr asystował przy wszystkich strzelonych bramkach. Car był ulubieńcem kibiców klubu z Vigo, strzelał wiele ważnych bramek i był głównym kreatorem gry zespołu, który stał się jednym z czołowych teamów La Ligi. Wspaniałe lata zakończyły się w sezonie 2003/2004, kiedy to Celta Vigo, grając w Lidze Mistrzów (doszła do 1/8 finału), nie potrafiła poradzić sobie w rodzimej lidze i nawet Mostowoj nie był w stanie uchronić jej przed spadkiem. Podczas pobytu w Vigo jego partnerem był rodak Walerij Karpin. W 2005 roku Car przeniósł się do klubu Segunda División Deportivo Alavés Vitoria, gdzie zakończył swoją karierę. W jedynym spotkaniu dla tego klubu zdobył bramkę.

## Kariera reprezentacyjna
Aleksandr Mostowoj występował zarówno w reprezentacji Związku Radzieckiego (15 meczów i 3 gole), w reprezentacji Wspólnoty Niepodległych Państw (2 mecze i 0 goli) oraz w drużynie narodowej Rosji (50 meczów i 10 goli).
Jako radziecki zawodnik zadebiutował w bezbramkowym remisie z Włochami w kwalifikacjach do Euro 1992, miał wtedy 22 lata. W owych eliminacjach zdobył bramkę z Cyprem oraz Norwegią gdzie był to jedyny gol meczu. Młody Rosjanin nie miał wtedy pewnego miejsca w pierwszym składzie i pomimo wkładu w zakwalifikowanie się do Mistrzostw Europy powołania nie dostał.
W eliminacjach do kolejnej wielkiej imprezy, czyli Mistrzostw Świata w Stanach Zjednoczonych grał jeszcze rzadziej, lecz tym razem udało mu się dostać powołanie do finałów. Jego reprezentacja, tym razem pod flagą Rosji odpadła z turnieju wygrywając tylko jeden mecz z Kamerunem 6:1. Wystąpił tylko w drugim meczu ze Szwecją przegranym 1:3, grał na pozycji defensywnego pomocnika. Po nieudanym mundialu udało mu się ustabilizować reprezentacyjną formę i grał już regularnie w pierwszym składzie. Był ważną postacią drużyny, której udało się zakwalifikować do Mistrzostw Europy w Anglii. Zagrał kapitalny towarzyski mecz z Reprezentacją Irlandii trzy miesiące przed rozpoczęciem turnieju, w wygranym 2:0 meczu zdobył gola z dystansu i zanotował asystę. Dwa pierwsze mecze podczas Euro zakończyły się porażkami z Włochami i Niemcami, w obu rozegrał 90 minut. W trzecim meczu pojawił podczas drugiej połowy, dał dobrą zmianę i strzelił nawet bramkę po uderzeniu głową cztery minuty po wejściu na boisko. Rosjanie odrobili dwubramkową stratę i po przerwie zdobyli trzy, ostatecznie zremisowali 3:3. Przeciwnikami byli Czesi.
Nie mniej ważną postacią był w kwalifikacjach do Mundialu w 2002 roku, trener zabrał go na Mistrzostwa Świata, niestety "Car"nie zagrał nawet minuty ze względu na kontuzję. Mostowoj jest szeroko znany ze swojego wybuchowego temperamentu, który sprawił mu wiele kłopotów przede wszystkim w kontaktach z trenerami. Ta cecha charakteru spowodowała konflikt piłkarza z trenerem reprezentacji narodowej Gieorgijem Jarcewem w 2004 roku, co pozbawiło go udziału w finałach Mistrzostw Europy.

## Styl gry
Bardzo dobrze wyszkolony technicznie pomocnik ze świetnym przeglądem pola oraz okiem na gola. Ze względu na wszechstronne umiejętności grał na każdej pozycji w linii pomocy, najczęściej jako lekko wysunięty środkowy pomocnik. Dobrze czuł się także na lewej stronie i podczas gry we Francji często tam występował. Odbiór piłki nie stanowił problemu dla Mostowoja, więc zdarzało mu się grać jako ten defensywny pomocnik. Oprócz tego cechowała go łatwość notowania asyst, co ułatwiał mu bardzo dobry drybling i podanie w kluczowym momencie. Potrafił strzelać bramki w każdej sytuacji, nawet po uderzeniach głową bądź stałych fragmentach. Dobre cechy przywódcy pozwalały mu na częste występy w opasce kapitana.

## Życie prywatne
Syn Władimira Gawriłowicza Mostowoja i Tatjany Stiepanownej Mostowajej. Żonaty ze Stéphanie, którą poznał podczas gry w RC Strasbourg. Mają dwójkę dzieci: córkę Emmę oraz syna Aleksandra, który również jest piłkarzem.

## Statystyki kariery

### Klubowa
| Klub                     | Sezon              | Liga               | Liga    | Liga | Puchar kraju | Puchar kraju | Kontynentalne | Kontynentalne | Łącznie | Łącznie |
| Klub                     | Sezon              | Nazwa              | Występy | Gole | Występy      | Gole         | Występy       | Gole          | Występy | Gole    |
| ------------------------ | ------------------ | ------------------ | ------- | ---- | ------------ | ------------ | ------------- | ------------- | ------- | ------- |
| Krasnaja Priesnia Moskwa | 1986               | Druga Liga ZSRR    | 19      | 7    | 1            | 0            | –             | –             | 20      | 7       |
| Spartak Moskwa           | 1987               | Wyższa liga ZSRR   | 18      | 6    | 4            | 0            | 4             | 3             | 26      | 9       |
| Spartak Moskwa           | 1988               | Wyższa liga ZSRR   | 27      | 3    | 4            | 2            | 4             | 0             | 35      | 5       |
| Spartak Moskwa           | 1989               | Wyższa liga ZSRR   | 11      | 3    | 2            | 0            | 2             | 0             | 15      | 3       |
| Spartak Moskwa           | 1990               | Wyższa liga ZSRR   | 23      | 9    | 3            | 5            | 4             | 0             | 30      | 14      |
| Spartak Moskwa           | 1991               | Wyższa liga ZSRR   | 27      | 13   | 2            | 1            | 7             | 3             | 36      | 17      |
| Spartak Moskwa           | Łącznie            | Łącznie            | 106     | 34   | 15           | 8            | 21            | 6             | 142     | 48      |
| SL Benfica               | 1992/93            | Primeira Divisão   | 9       | 0    | 0            | 0            | 3             | 0             | 12      | 0       |
| SL Benfica               | 1993/94            | Primeira Divisão   | 0       | 0    | 0            | 0            | 0             | 0             | 0       | 0       |
| SL Benfica               | Łącznie            | Łącznie            | 9       | 0    | 0            | 0            | 3             | 0             | 12      | 0       |
| SM Caen (wyp.)           | 1993/94            | Première Divisaion | 15      | 3    | 0            | 0            | 0             | 0             | 15      | 3       |
| RC Strasbourg            | 1994/95            | Première Divisaion | 29      | 6    | 4            | 1            | 0             | 0             | 33      | 7       |
| RC Strasbourg            | 1995/96            | Première Divisaion | 32      | 9    | 3            | 1            | 6             | 2             | 41      | 12      |
| RC Strasbourg            | Łącznie            | Łącznie            | 61      | 15   | 7            | 2            | 6             | 2             | 74      | 19      |
| Celta Vigo               | 1996/97            | Primera División   | 31      | 5    | 6            | 1            | 0             | 0             | 37      | 6       |
| Celta Vigo               | 1997/98            | Primera División   | 34      | 8    | 3            | 1            | 0             | 0             | 37      | 9       |
| Celta Vigo               | 1998/99            | Primera División   | 33      | 6    | 1            | 0            | 7             | 2             | 41      | 8       |
| Celta Vigo               | 1999/00            | Primera División   | 26      | 6    | 1            | 0            | 7             | 2             | 34      | 8       |
| Celta Vigo               | 2000/01            | Primera División   | 30      | 9    | 6            | 2            | 7             | 2             | 43      | 13      |
| Celta Vigo               | 2001/02            | Primera División   | 30      | 10   | 0            | 0            | 1             | 3             | 31      | 13      |
| Celta Vigo               | 2002/03            | Primera División   | 27      | 6    | 0            | 0            | 4             | 1             | 31      | 7       |
| Celta Vigo               | 2003/04            | Primera División   | 24      | 6    | 2            | 0            | 8             | 2             | 34      | 8       |
| Celta Vigo               | Łącznie            | Łącznie            | 235     | 56   | 19           | 4            | 34            | 12            | 288     | 72      |
| Deportivo Alavés         | 2004/05            | Segunda División   | 1       | 1    | 0            | 0            | 0             | 0             | 1       | 1       |
| Łącznie w karierze       | Łącznie w karierze | Łącznie w karierze | 446     | 116  | 42           | 14           | 64            | 20            | 552     | 150     |

## Sukcesy

### Klubowe
Spartak Moskwa
- Mistrzostwo Związku Radzieckiego: 1987, 1989
- Zdobywca Puchar Federacji Piłki Nożnej ZSRR: 1987

SL Benfica
- Zdobywca Pucharu Portugalii: 1992/1993

RC Strasbourg
- Zdobywca Pucharu Intertoto UEFA: 1995
- Finalista Pucharu Francji: 1994/1995

Celta Vigo
- Zdobywca Pucharu Intertoto UEFA: 2000
- Finalista Pucharu Króla Hiszpanii: 2000/2001

### Reprezentacyjne
Związek Socjalistycznych Republik Radzieckich do lat 21.
- Mistrzostwo Europy U-21: 1990

### Indywidualne
- Członek Klubu 100: 6. miejsce
- Członek Klubu Grigorija Fiedotowa: 13. miejsce
- Członek Klubu Igora Nietty: 21. miejsce
- Drugi Piłkarz roku w ZSRR: 1990
- Trzeci Piłkarz roku w ZSRR: 1991